# Landdistrikt
Et landdistrikt var før 1970 i statistisk og geografisk henseende betegnelsen for både den del af en købstadskommunes areal, der ikke var bymæssigt bebygget, og for de datidige landsogne eller sognekommuner (købstadslanddistrikt). Udtrykket er i nyere tid (fra 2006) optaget som benævnelse for kommuner med forholdsvis få tjenesteydelser som følge af en målbevidst politik fra statens side om at samle alle statslige og regionale funktioner i nogle få forholdsvis store centre. Denne politik må ses i forlængelse af kommunalreformen 2007. Denne politik må ses i forlængelse af dels en national strukturændring, dels i lyset af EUs politik. Denne politik hviler på en formodning om at "stort er godt".

## Landdistrikternes Fællesråd
Landdistrikternes politiske interesser varetages af Landdistrikternes Fællesråd, som er den overordnede landdistriktsorganisation i Danmark. Landdistrikternes Fællesråd har hovedsæde på Roberthus i Egtved. Organisationen ledes af en bestyrelse med Steffen Damsgaard som formand.
Organisationen blev dannet i 1998 ved en fusion af Komité for Landsbyer og Landdistrikter (KLL), og Landsforeningen af Landsbysamfund (LAL). Landdistrikternes Fællesråd har i dag en bred medlemskreds, herunder 40 danske kommuner og en række større organisationer og virksomheder, blandt andre Dansk Erhverv, Landbrug & Fødevarer, Coop og Håndværksrådet.

## EUs tilskudstiltag
Landdistrikterne har fået stor bevågenhed fra især EU's side: EU lancerede først i 2006 et nyt landdistriktsprogram. Dette nye program ville gøre det muligt at søge penge til at understøtte forskellige former for udvikling i landdistrikterne.

## Fødevareministeriets definition
I forbindelse med kommunalreformen 1. januar 2007 inddelte Fødevareministeriet kommunerne i fire klasser, hvorudfra termen landdistrikt er udsprunget. Klassifikationssystemet var udarbejdet i samarbejde med Danmarks Jordbrugsforskning og baseret på 14 udvalgte indikatorer.
- Yderkommuner (16 kommuner)
- Landkommuner (29 kommuner)
- Mellemkommuner (18 kommuner)
- Bykommuner (35 kommuner)

Efter denne inddeling tæller landdistrikter altså 63 kommuner og kan klassificeres som liggende tættere eller længere væk fra regionale bycentre. De områder som ligger længst væk omtales også som yderområder og udkantsområder. De vil generelt have det samme at tilbyde, nemlig billige huse, masser af natur og frisk luft, men også ulemper befolkningssammensætningen taget i betragtning; mange ældre og mennesker med lav uddannelse, som har det vanskeligt med outsourcingen af industriarbejdspladser til østlandene. Fraflytning og arbejdsløshed er nogle af de andre aspekter, der kan knyttes til landdistrikter.

## Ministeriet for By, Bolig og Landdistrikters definition
Ministeriet for By, Bolig og Landdistrikter har i en områdetypologi, der kategoriserer landets sogne, inddelt Danmark i fire
områdetyper med følgende karakteristika:
1. Byområder i eller tæt på de største byer: områder hvor mindst halvdelen af borgerne bor (a) i byer med over 3.000 indbyggere og (b) indenfor en halv times kørsel fra et af de største byområder i landet.
2. Byområder længere væk fra de største byer: områder hvor mindst halvdelen af indbyggerne bor (a) i byer med over 3.000 indbyggere og (b) mere end en halv times kørsel fra et af de største byområder i landet.
3. Landdistrikter tæt på de største byer: områder hvor mere end halvdelen af indbyggerne bor (a) udenfor byer med over 3.000 indbyggere og (b) indenfor en halv times kørsel fra et af de største byområder i landet.
4. Landdistrikter længere væk fra de største byer: områder hvor mere end halvdelen af indbyggerne bor (a) udenfor byer med over 3.000 indbyggere og (b) mere end en halv times kørsel fra et af de største byområder i landet.

I områdetypologien betragtes de 27 danske småøer som en særskilt områdetype. Områdetypologi præsenteredes første gang i Regional- og Landdistriktspolitisk Redegørelse 2013 og ligeledes har anvendt i Regional- og Landdistriktspolitisk Redegørelse 2014 (se eksterne henvisninger for links). I disse redegørelser præsenteres analyser, der sammenligner situationen på en række parametre i de forskellige områdetyper.

## Problemstillinger
Landdistrikterne og de mange spørgsmål, der knytter sig til de udfordringer, som landdistrikterne har foran sig, er stadig et ret uudforsket område i Danmark. Den eneste forskningsenhed som udelukkende følger området er Institut for Forskning og Udvikling i Landdistrikter ved Syddansk Universitet i Esbjerg .